# McLaren 750S
McLaren 750S — спорткар, выпускающийся с 2023 года компанией McLaren.

## Описание
McLaren 750S, представленный в 2023 году, является преемником снятого с производства McLaren 720S. Поставки модели начались в конце 2023 года. В прессе о двигателях автомобиль упоминается как результат тщательного ухода за моделью 720S. Сообщается, что около 30% компонентов были либо переработаны, либо модифицированы.

## Технические характеристики
В отличие от предшественника McLaren 720S, McLaren 750S оснащён 4,0-литровым бензиновым двигателем V8 с турбонаддувом, у которого мощность увеличена на 22 кВт (30 л. с.). Семиступенчатая трансмиссия с двумя сцеплениями, также перенятая у McLaren 720S, была переработана и имеет более короткое конечное передаточное число, что улучшает поведение при ускорении. С другой стороны, максимальная скорость снижена с 341 км/ч до 332 км/ч.
|                               | 750S Coupé                 | 750S Spider                |
| Годы производства             | с 04.2023                  | с 04.2023                  |
| Двигатель                     | Бензиновый (V8)            | Бензиновый (V8)            |
| Наддув                        | Двойной турбонаддув        | Двойной турбонаддув        |
| Клапанов/распредвалов         | 4 на цилиндр/4             | 4 на цилиндр/4             |
| Объём                         | 3994 см³                   | 3994 см³                   |
| Диаметр цилиндра × Ход поршня | 93,0 × 73,5 мм             | 93,0 × 73,5 мм             |
| Мощность при об/мин           | 552 кВт (750 л. с.) / 7500 | 552 кВт (750 л. с.) / 7500 |
| Крутящий момент при об/мин    | 800 Н⋅м / 5500             | 800 Н⋅м / 5500             |
| Привод                        | Задний                     | Задний                     |
| Трансмиссия                   | 7-скор. DCT                | 7-скор. DCT                |
| Максимальная скорость         | 332 км/ч                   | 332 км/ч                   |
| Разгон до 100 км/ч            | 2,8 сек.                   | 2,8 сек.                   |
| Разгон до 200 км/ч            | 7,2 сек.                   | 7,3 сек.                   |
| Разгон до 300 км/ч            | 19,8 сек.                  | 20,4 сек.                  |
| Масса                         | 1389 кг                    | 1438 кг                    |
| Расход топлива (л/100 км)     | 12,2 л                     | 12,2 л                     |
| Выбросы CO2                   | 276 г/км                   | 276 г/км                   |
| ЭКО-Стандарт                  | Euro 6                     | Euro 6                     |